# Hannibal (televisieserie)
Hannibal is een psychologische horrortelevisieserie van het Amerikaanse NBC en werd ontwikkeld door Bryan Fuller. De serie is gebaseerd op personages uit het boek Red Dragon van Thomas Harris. De serie richt zich grotendeels op de vriendschap tussen Will Graham van de FBI en forensisch psychiater Dr. Hannibal Lecter.
Het derde seizoen werd aangekondigd op 9 mei 2014. Op 22 juni 2015 werd bekendgemaakt NBC na drie seizoenen met Hannibal zou stoppen.  Of een andere zender de serie overneemt is nog onbekend.

## Verhaal

### Seizoen 1
Will Graham is docent criminologie. Hij heeft een speciale gave: op een plaats delict, en zelfs gedeeltelijk op basis van foto's die daar zijn genomen, kan hij perfect nagaan hoe de moord werd gepleegd, wat de gedachtegang en de motieven waren en of er een link is met een andere moord. Wanneer FBI-agent Jack Crawford over Grahams gave hoort, vraagt hij hem om mee te werken bij de zoektocht naar een seriemoordenaar die reeds 8 jonge meisjes uit Minnesota heeft vermoord.  Daarbij paalt hij zijn slachtoffers op een hertengewei. Omdat Grahams eerste opdracht toch als een succes werd onthaald, ondanks dat Graham de moordenaar (Garret Jacob Hobbs) neerschoot die daardoor overleed, wordt hem gevraagd de FBI te helpen met de zoektocht naar andere seriemoordenaars.
Graham stemt in, maar komt al snel tot de conclusie dat zijn gave een zware tol is voor zijn psyche. Hij krijgt regelmatig waanbeelden en black-outs, waarbij hij plots op een andere locatie is zonder te weten hoe hij daar is geraakt. Crawford blijft hem echter aanporren omdat hij uiteindelijk de Chesapeake-Ripper wil vinden. Omdat Graham geen FBI-agent is, staat Crawford er op dat Graham regelmatig op consultatie gaat bij de briljante psychiater Dr. Hannibal Lecter, een voormalig chirurg op een spoeddienst die ontslag nam nadat hij een patiënt niet kon redden en zich herschoolde tot het beroep van psychiater. Er ontstaat al snel een goede band tussen Graham en Lecter. Lecter blijkt een uitstekende kok te zijn en verrast zijn gasten met exclusieve gerechten. Wat echter niemand weet, is dat Lecter zelf een seriemoordenaar is en zijn gasten menselijk vlees en organen voorschotelt. De enige die hier iets van afweet is de psychiater Dr. Bedelia Du Maurier, bij wie Lecter zelf patiënt is. Later blijkt dat Grahams black-outs en waanbeelden worden veroorzaakt door een ontsteking in zijn hersenen, maar Dr. Lecter heeft de neuroloog kunnen overtuigen om de waarheid achter te houden zodat Graham denkt dat hij geestesziek is.
Er beginnen geruchten te ontstaan of Will niet zelf betrokken is bij de moorden. Zeker wanneer op een dag Abigail Hobbs, dochter van Garret Jacob, ook wordt vermoord. Haar oor wordt bij Will gevonden. Verder maakt Will in zijn vrije tijd vispennen en blijken deze allen organisch materiaal te bevatten van de eerdere slachtoffers. Will achterhaalt dat Lecter wellicht de seriemoordenaar is en dat Abigail hiervan zelfs op de hoogte was, maar hij wordt niet geloofd door Jack Crawford. Wanneer Will op het punt staat Lecter neer te schieten, wordt hij zelf door Crawford neergeschoten. Hij wordt opgenomen in het ziekenhuis waar men ook de hersenontsteking behandelt. Later wordt hij overgebracht naar "Baltimore State Hospital for the Criminally Insane". Lecter brengt hem een bezoek en grijnst omdat zijn opzet is geslaagd: Will wordt ten onrechte aangeklaagd.

### Seizoen 2
Terwijl Will opgesloten zit, vraagt FBI-agent Beverly Katz hem om hulp bij de jacht op een seriemoordenaar die dode lichamen in een silo bewaart en als een muurschildering opstelt. Lecter ontdekt de moordenaar, doodt hem en gaat verder met het kunstwerk. De rechtszaak tegen Graham begint en het is zeker dat hij de doodstraf zal krijgen. Voor er uitspraak gedaan kan worden, worden de rechter en de aanklager vermoord en de rechtszaak wordt uitgesteld. Terwijl Graham Katz met meer zaken helpt, begint ze steeds meer in zijn onschuld te geloven en raakt ze ervan overtuigd dat Lecter de moordenaar is. Wanneer ze bewijsmateriaal tegen Lecter vindt en hem confronteert, vermoordt hij haar. Graham ontdekt dat een medewerker van het ziekenhuis de aanklager vermoord heeft, in de hoop Grahams naam te zuiveren. In opdracht van Will probeert de medewerker Lecter te vermoorden, maar Lecter wordt gered door Jack Crawford. Lecter ontvoert Dr. Abel Gideon, een medegevangene die voor Wills onschuld kan pleiten en doodt hem. Ook blijkt dat Lecter de rechter heeft vermoord. Dan blijkt dat Miriam Lass, een FBI-agent in opleiding, nog in leven is. Lass raakte vermist toen ze onderzoek deed naar de Chesapeake Ripper, en verzekert Crawford dat Lecter niet de Ripper is. In plaats daarvan wijst ze Frederick Chilton, de directeur van het ziekenhuis, aan als de Ripper.
Nu is uitgesloten dat Graham de Ripper is, wordt hij vrijgelaten en helpt hij de FBI met nieuwe zaken. Toch is Alana Bloom, die als psycholoog bij de FBI werkt, nog steeds niet van Will Grahams onschuld overtuigd. Wanneer een voormalige patiënt van Lecter diverse moorden pleegt, doodt Graham hem en brengt hij het dode lichaam naar Lecter. De journalist Freddy Lounds vindt bewijs en overtuigt Alana Bloom ervan dat Graham en Lecter samenwerken. Niet veel later wordt er een verbrand lijk gevonden en identificatie wijst uit dat het Lounds is. Later blijkt dat dit een list was om Will Lecters vertrouwen te laten willen en dat Lounds nog in leven is.
Lecter krijgt onderhand een nieuwe patiënt in zijn kliniek, Margot Verger, die door haar broer Mason misbruikt wordt. Ze wil haar broer vermoorden. Graham gaat undercover en ontdekt dat Mason agressieve vleesetende varkens fokt. Mason neemt Lecter gevangen en dreigt hem aan zijn varkens te voeren. Lecter weet Mason te overmeesteren en overtuigt hem met behulp van psychedelische drugs om zijn eigen gezicht te verminken. Vervolgens breekt Lecter Masons nek, waardoor hij verlamd raakt. Graham weet Lecter er nu van te overtuigen zijn ware identiteit aan Crawford te onthullen. Crawford confronteert Lecter tijdens een etentje in Lecters huis en het loopt uit tot een gevecht waarbij Crawford ernstig gewond raakt. Wanneer Lecter ontdekt dat Graham hem verraden heeft, valt Lecter ook Graham aan. Alana, die nu overtuigd is dat Lecter de Ripper is arriveert bij Lecters huis. Ze probeert Lecter te doden, maar slaagt hier niet in. Dan ontdekt ze dat Abigail Hobbs nog in leven is, die volledig gehersenspoeld is door Lecter. Abigail duwt Alana uit het raam en vervolgens snijdt Lecter Abigails keel door. Lecter laat het viertal voor dood achter en vlucht met Dr. Bedelia du Maurier naar Frankrijk.

### Seizoen 3
In Parijs vermoordt Lecter de kunstkenner Dr. Roman Fell en neemt zijn identiteit aan, terwijl Bedelia die van Fells vrouw aanneemt. Het tweetal reist af naar Italië. Graham, Crawford en Alana blijken de aanval van Lecter overleefd te hebben, maar Abigail was niet meer te redden. Graham reist naar Palermo, waar hij samen met de plaatselijke politieman Rinaldo Pazzi achter Lecter aan zit. Graham slaagt er niet in om hem te vangen en besluit naar Lecters geboorteplaats Litouwen te gaan, waar hij Chiyoh, het dienstmeisje van Lecters tante ontmoet. Samen keren ze terug naar Italië, waar Crawford inmiddels samenwerkt met Pazzi. Onderhand probeert Alana samen te werken met Mason Verger, die nu volledig afhankelijk is van de zorg van zijn zus Margot en de wrede arts Cordell en ze besluiten een geldprijs uit te loven voor de persoon die Lecter vangt. Pazzi, geobsedeerd door het geld, probeert Lecter eigenhandig te vangen, maar wordt gedood door Lecter. Uiteindelijk slagen Graham en Crawford erin om Lecter te vangen, maar ze worden onderschept door politieagenten die omgekocht werden door Mason. Deze leveren Lecter en Graham uit aan Mason. Ook dreigen ze Crawford te vermoorden, maar die wordt gered door Chiyoh. In Masons landhuis worden Lecter en Graham gevangengezet. Mason is van plan Lecter levend op te eten en Grahams gezicht door Cordell te laten transplanteren. Alana en Margot blijken een relatie te hebben en ze proberen Mason echter al tijden tegen te werken. Ze bevrijden Lecter, die Cordell doodt en Graham redt. Mason probeert Alana en Margot te doden, maar valt hierbij zelf in een aquarium waar hij wordt gedood door een sidderaal die daar rondzwemt. Wanneer Lecter Graham naar zijn huis brengt wordt hij gearresteerd door Crawford.
Drie jaar later is er veel veranderd. Lecter wordt in een zwaarbewaakte, maar ontzettend luxe gevangenis vastgehouden. Will Graham leidt een teruggetrokken bestaan en woont samen met zijn nieuwe vrouw Molly en haar elfjarige zoon Walter. Crawford en Alana werken nog steeds bij de FBI. Wanneer een persoon die men "The Tooth Fairy" noemt verschillende moorden pleegt, vraagt Crawford Graham om hulp. Hoewel hij in eerste instantie weigert, besluit hij toch akkoord te gaan. De moordenaar blijkt Francis Dolarhyde te zijn, een eenzame man met een geobsedeerd is door The Great Red Dragon, een reeks schilderijen van William Blake. Hij probeert zelf de Rode Draak die afgebeeld staat op de schilderijen te worden en is bereid daarvoor ver te gaan. Wanneer hij een relatie krijgt met de blinde Reba McClane probeert hij de Rode Draak die in hem zit omwille van haar te onderdrukken, maar slaagt daar niet in. Onderhand zoekt hij contact met Lecter, die suggereert dat hij Graham iets aan moet doen. Daarom probeert Dolarhyde Molly en Walter midden in de nacht te doden. De moordpoging mislukt echter en Graham en Crawford verzinnen een nieuw plan om Dolarhyde te lokken. Ze laten een nepinterview tussen Freddie Lounds en Dr. Chilton publiceren, waarin Chilton een onjuiste psychologische analyse over Dolarhyde geeft. Als reactie daarop ontvoert en martelt Dolarhyde Dr. Chilton, die het overleeft. Na de marteling onthult Dolarhyde zijn ware identiteit aan Reba. Vervolgens pleegt hij schijnbaar zelfmoord, maar al gauw komt de FBI tot de conclusie dat Dolarhyde nog leeft. Vervolgens besluiten Alana en Crawford om Lecter als lokaas te gebruiken. Lecter gaat ermee akkoord op voorwaarde dat Graham meedoet. Lecters ontsnapping wordt in scène gezet en de auto wordt onderschept door Dolarhyde, die Lecter en Graham achtervolgt naar een huisje bij een klif. Een gevecht tussen de drie breekt uit en Lecter en Graham slagen erin om Dolardhyde te overmeesteren en te doden. Vervolgens pakt Graham Lecter beet en laat zich samen met Lecter van de klif afvallen.

## Rolverdeling
| Acteur             | Personage                   | omschrijving personage |
| ------------------ | --------------------------- | --- |
| Hugh Dancy         | Will Graham                 | Een docent criminologie die zich kan inleven in de gedachtegang van moordenaars om zo diens gedrag en motieven te achterhalen.                 |
| Mads Mikkelsen     | Dr. Hannibal Lecter         | Een forensisch psychiater die in feite een kannibaal en seriemoordenaar is. Hij is een uitstekende kok. Hij heeft veel belangstelling in Will. |
| Caroline Dhavernas | Alana Bloom                 | Een professor in de psychiatrie in dienst bij de FBI. Ze heeft professionele banden met zowel Will als Hannibal.                               |
| Laurence Fishburne | Jack Crawford               | Hoofd van de FBI-dienst Behavioral Analysis Unithead.                                                                                          |
| Hettienne Park     | Beverly Katz (seizoen 1-2). | Zij is gespecialiseerd in vezelanalyse. |
| Scott Thompson     | Dr. Jimmy Price             | Een onderzoeker gespecialiseerd in vingerafdrukken.                                                                                            |
| Gillian Anderson   | Dr. Bedelia Du Maurier      | psychiater van Hannibal Lecter, ondanks deze laatste het beroep zelf uitoefent.                                                                |